# Nagroda im. Jacka Maziarskiego
Nagroda im. Jacka Maziarskiego – polska nagroda nadawana od 2010 „za wybitne osiągnięcia publicystyczno-eseistyczne wyróżniające się suwerennością myślenia i poszerzające naszą wiedzę o rzeczywistości”. Upamiętnia postać Jacka Maziarskiego, polskiego dziennikarza, publicysty i polityka.
Nadawanie nagrody jest celem statutowym Fundacji Jacka Maziarskiego.

## Kapituła nagrody
Nagrodę nadaje kapituła w składzie:
- prof. Jan Żaryn (przewodniczący)
- prof. Zofia Zielińska
- prof. Krzysztof Dybciak
- dr Barbara Fedyszak-Radziejowska
- Anna Żukowska-Maziarska
- red. Piotr Cywiński
- red. Krzysztof Czabański

## Laureaci
- 2010: Paweł Zyzak
- 2011: Michał i Jacek Karnowscy
- 2012: Ewa Stankiewicz
- 2013: Sławomir Cenckiewicz
- 2014: Krzysztof Skowroński
- 2015: Tadeusz M. Płużański[3][4]
- 2016: Przemysław Dakowicz[5]
- 2017: Piotr Bernatowicz[6]
- 2019: Arkadiusz Gołębiewski[7]
- 2021: Piotr Legutko
- 2024: Dominik Zdort i Anna Michalska[8]